# 北海道2歳スプリント
北海道2歳スプリントは、2025年よりホッカイドウ競馬・門別競馬場ダート1200mで施行される予定の地方競馬の重賞競走である。

## 概要
本競走は2・3歳短距離路線の充実を図るべく、地方競馬における有力馬の層を厚くすることを目的として地方競馬全国協会からの要請に応じ、2025年11月3日のJBC競走当日にてジャパンブリーダーズカップ協会の協賛を受け、地方全国交流競走として実施することを同年7月14日に発表した。
なお、詳細な競走条件、賞金及び出走資格などについては未定である。

## 歴代優勝馬
| 回次  | 施行日        | 優勝馬 | 性齢 | 所属 | タイム | 優勝騎手 | 管理調教師 | 馬主 |
| ----- | ------------- | ------ | ---- | ---- | ------ | -------- | ---------- | ---- |
| 第1回 | 2025年11月3日 |        |      |      |        |          |            |      |

### 各回競走結果の出典
- JBISサーチ